# Акнисте
А́книсте (латыш. Aknīsteо файле, ранее — Окнист) — город на юге Латвии, бывший административный центр Акнистского края (несколько ранее, до 1 июля 2009 года, город входил в состав Екабпилсского района).
В 2021 году в результате административно-территориальной реформы включён в Екабпилсский край как самостоятельная административно-территориальная единица.
Расположен на берегу реки Диенвидсусея, в 135 км к юго-востоку от Риги и 69 км к северо-западу от Даугавпилса.

## Население
Количество жителей на начало года: 1488 чел. (1989 г.); 1473 чел. (1995 г.); 1352 чел. (2000 г.); 1220 чел. (2005 г.); 1152 чел. (2010 г.); 1087 чел. (2014 г.).
В XIX — начале XX века — местечко Окнист Новоалександровского уезда Виленской (с 1842 года — Ковенской) губернии. В 1920 году в Окнисте проживало 194 еврея (75 %), в 1930 году — 176, в 1935 году — 199 евреев (42 %).

## Транспорт

### Железнодорожный транспорт
До 1972 года существовала узкоколейная железная дорога Акнисте — Екабпилс. Место, где через Акнисте проходили железнодорожные пути, отмечено деревянным паровозом.

### Автодороги
Через Акнисте проходят региональные автодороги:
- P73 Вецумниеки — Нерета — Субате
- P74 Акнисте — Силини

### Основные автобусные маршруты
- Акнисте — Рига
- Акнисте — Субате — Илуксте — Даугавпилс
- Акнисте — Екабпилс

## Фотогалерея

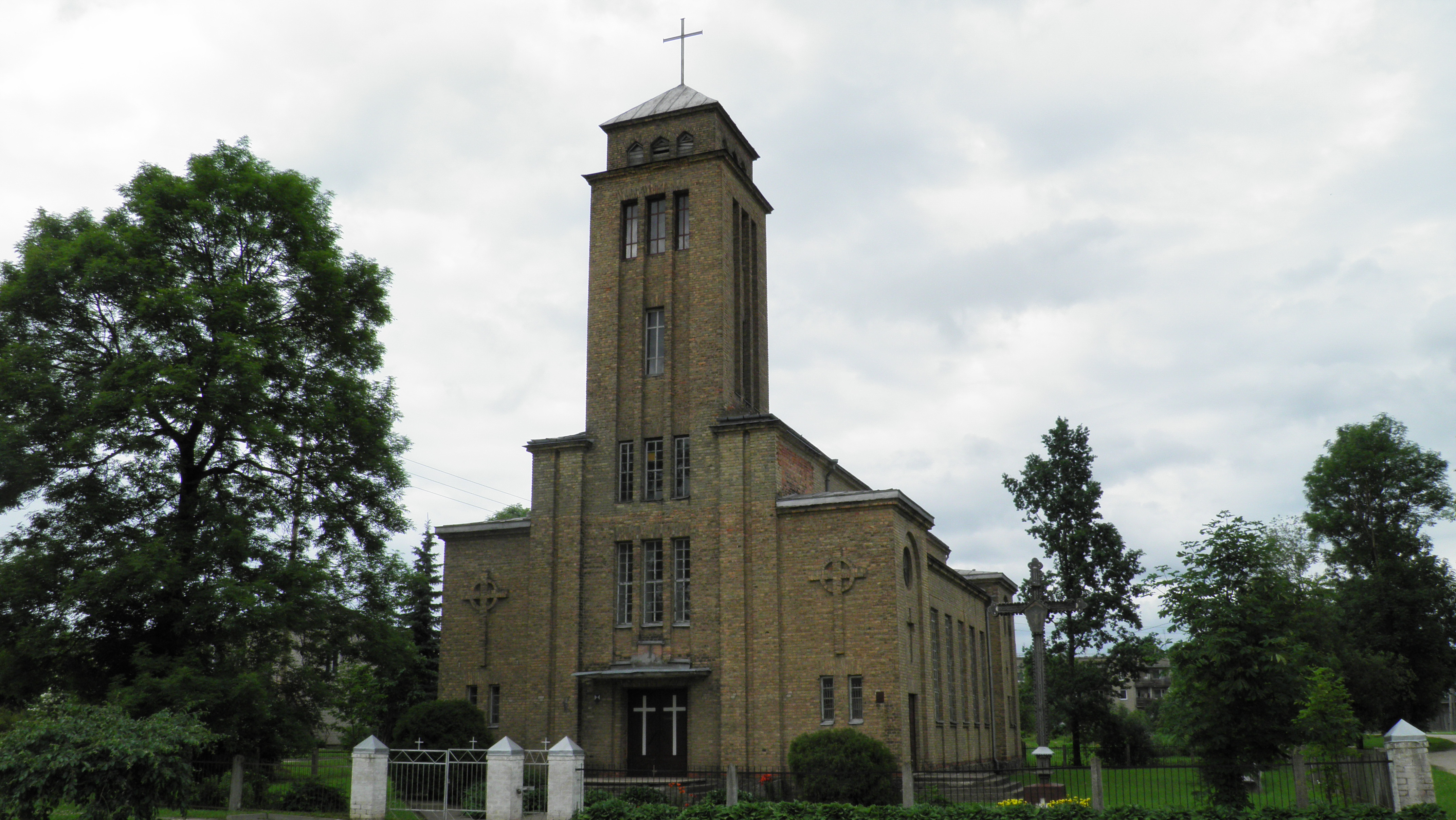
Католическая церковь
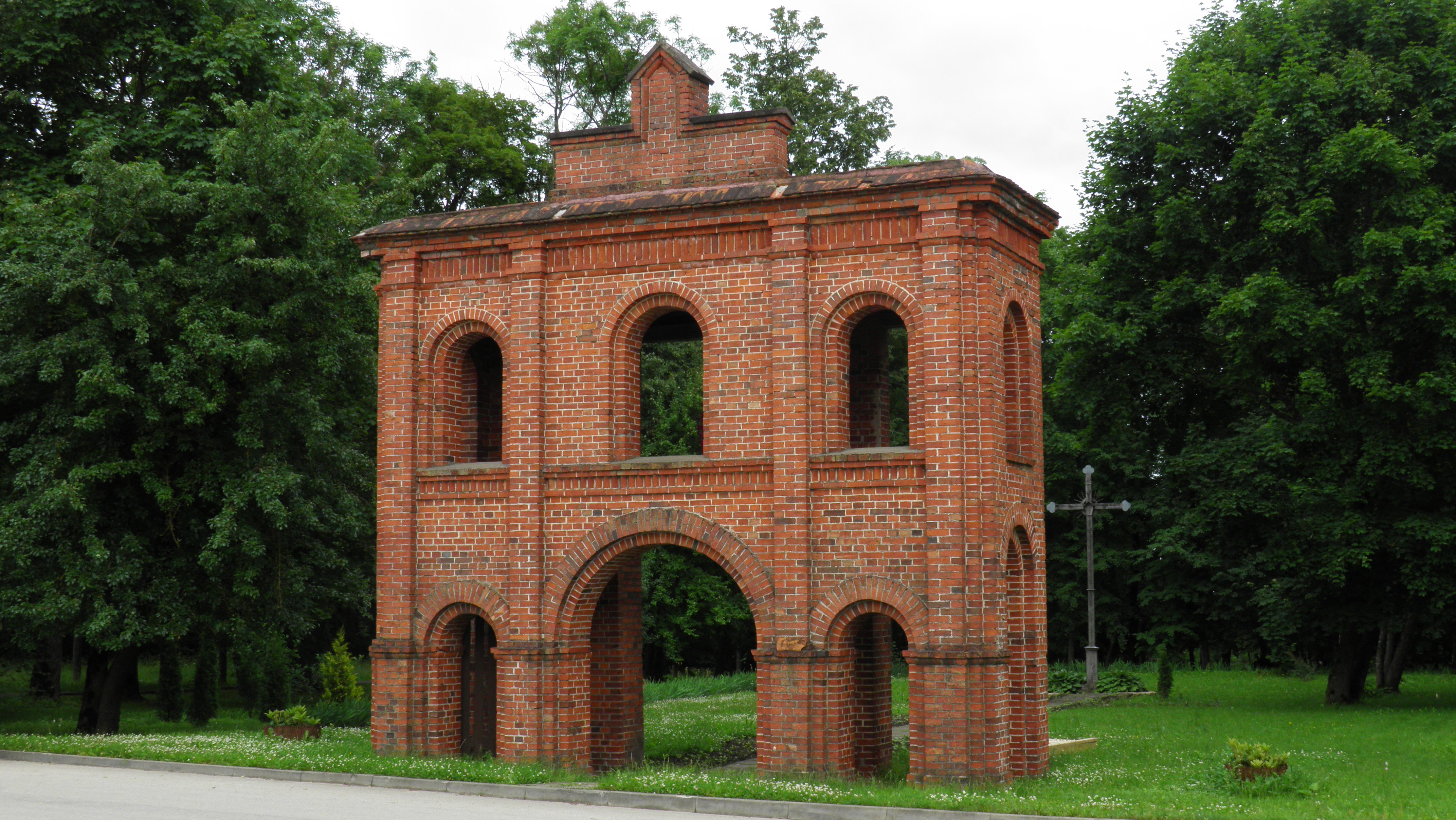
Ворота парка Селов
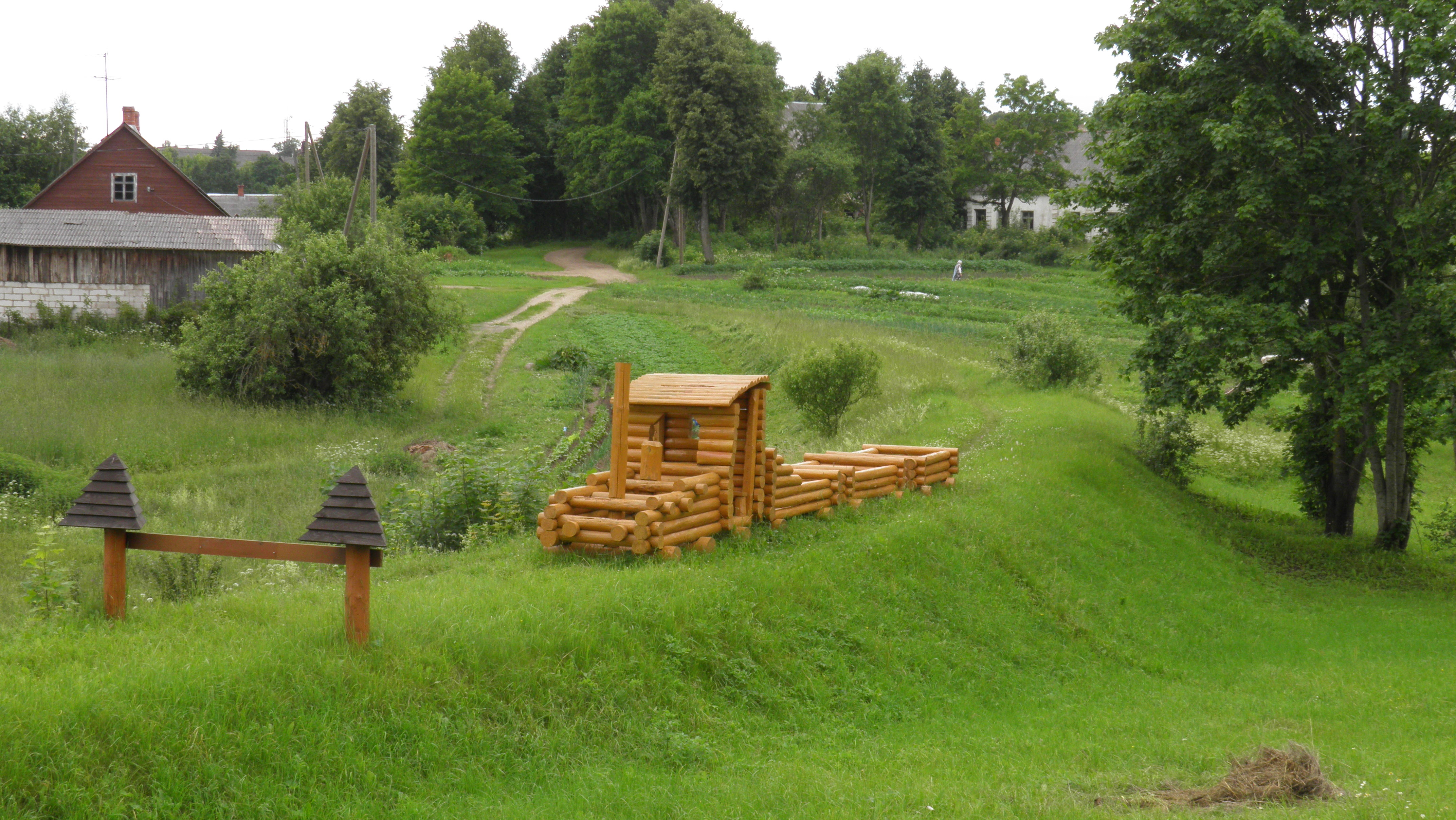
Деревянный паровозик на месте бывших путей
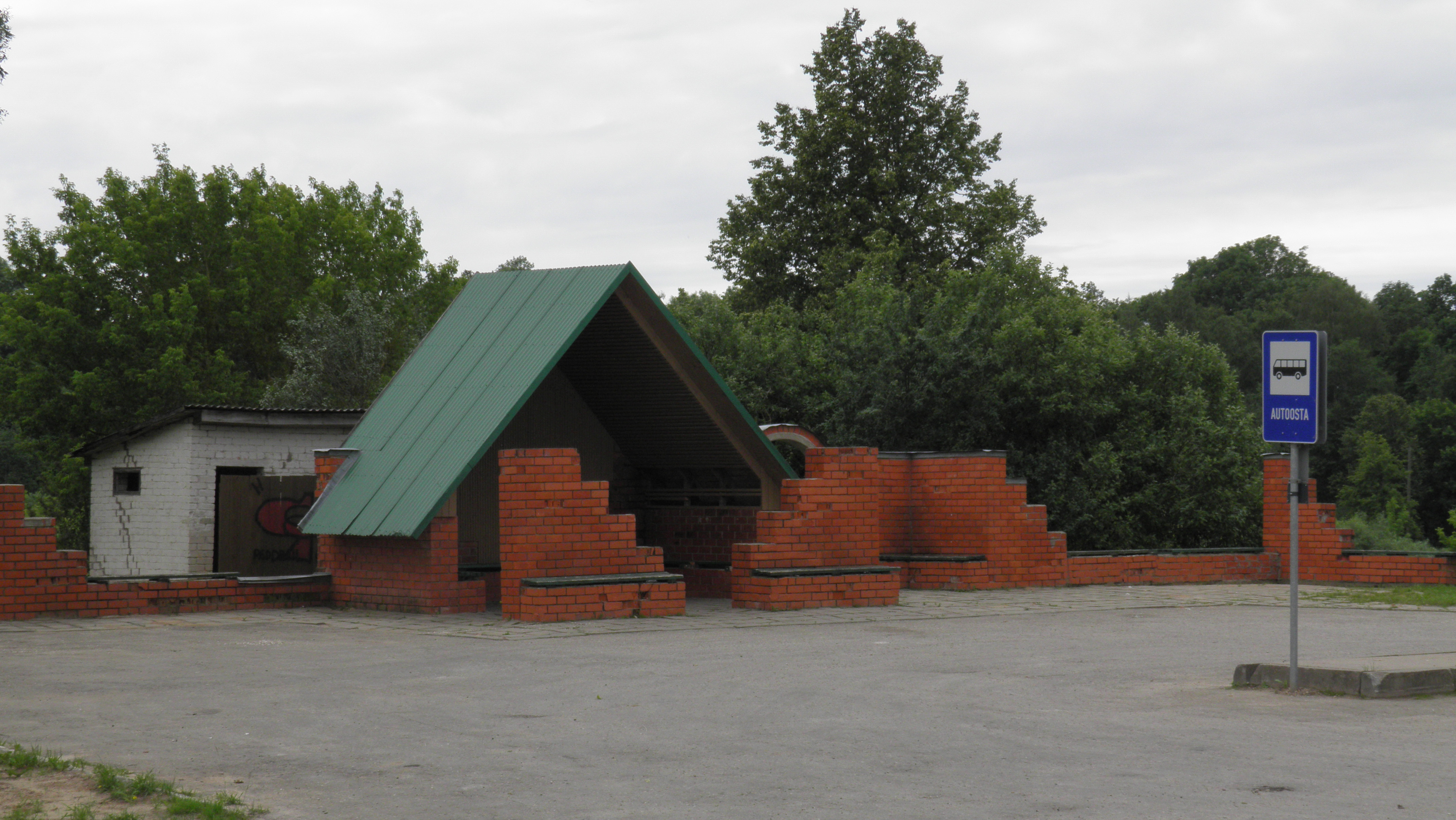
Автобусная остановка
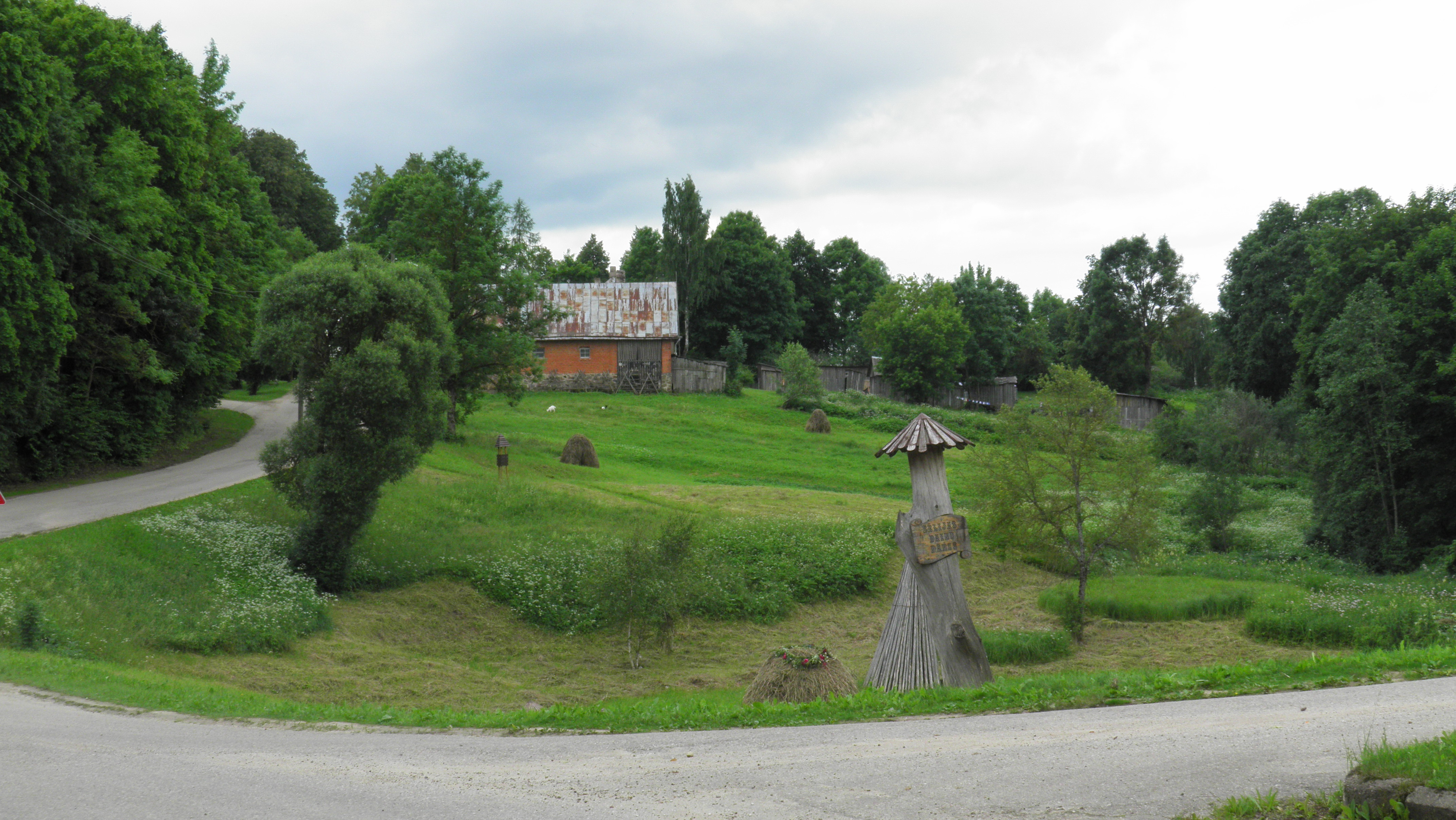
Акнисте
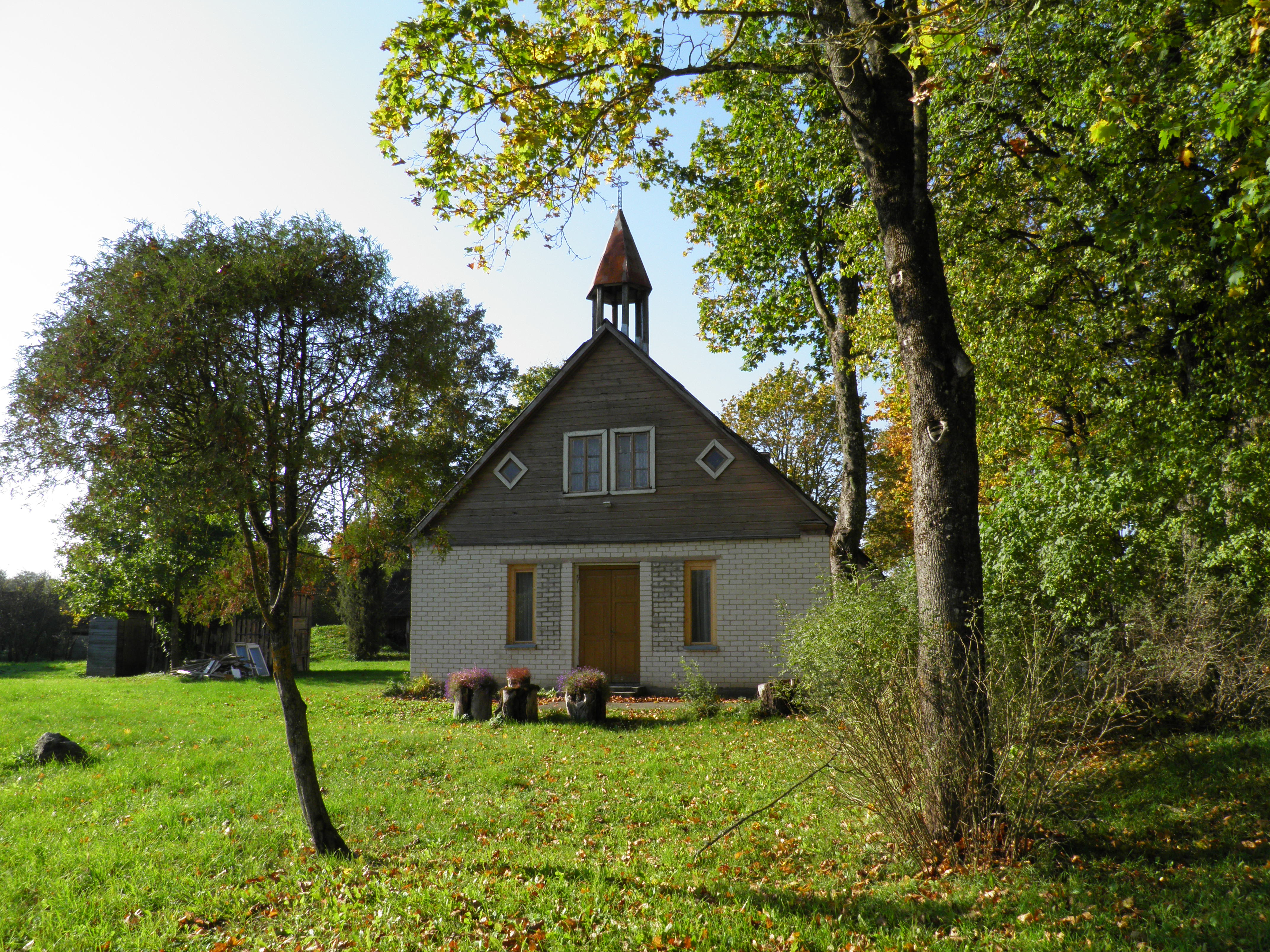
Лютеранская церковь
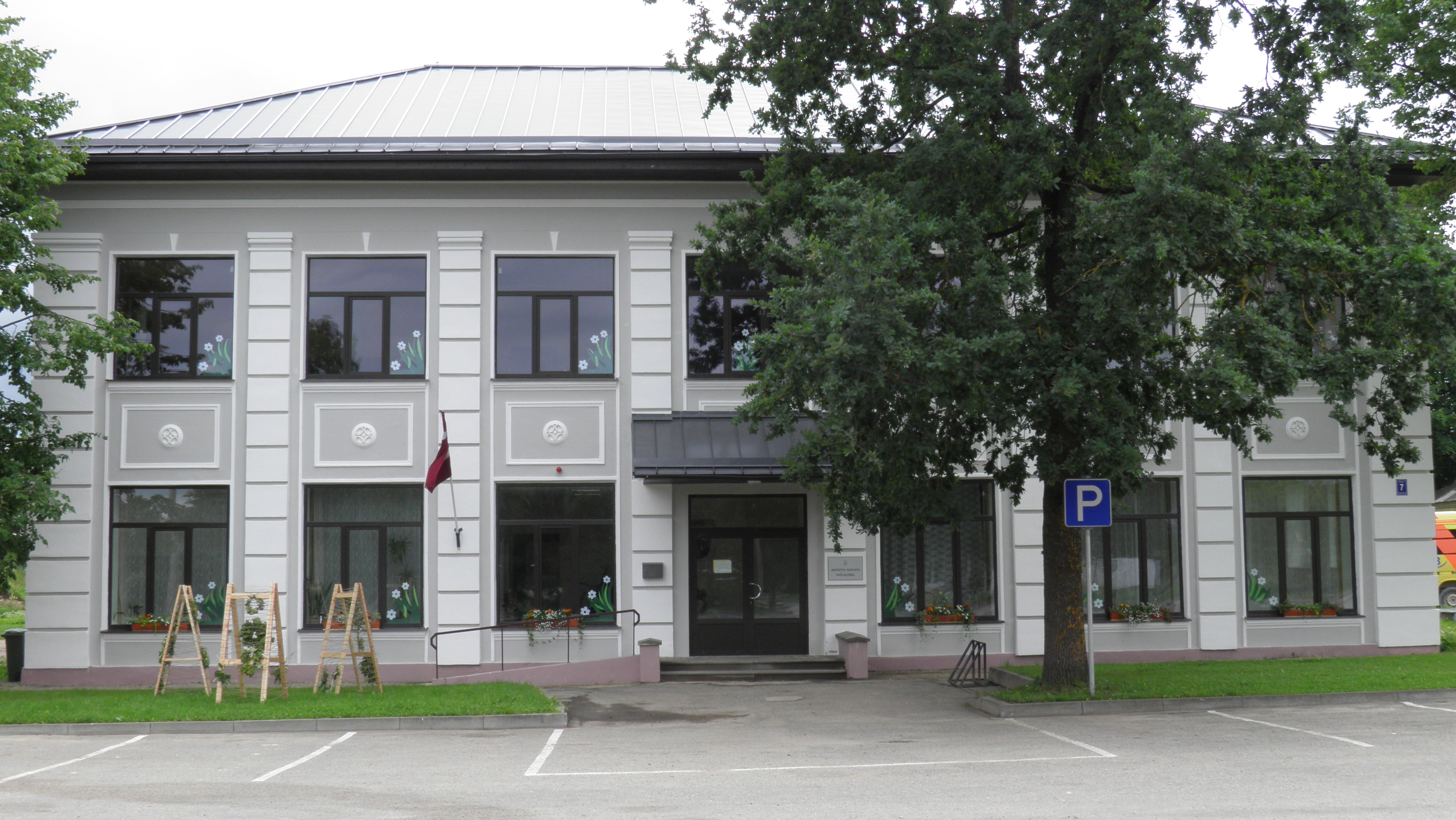
Самоуправление города
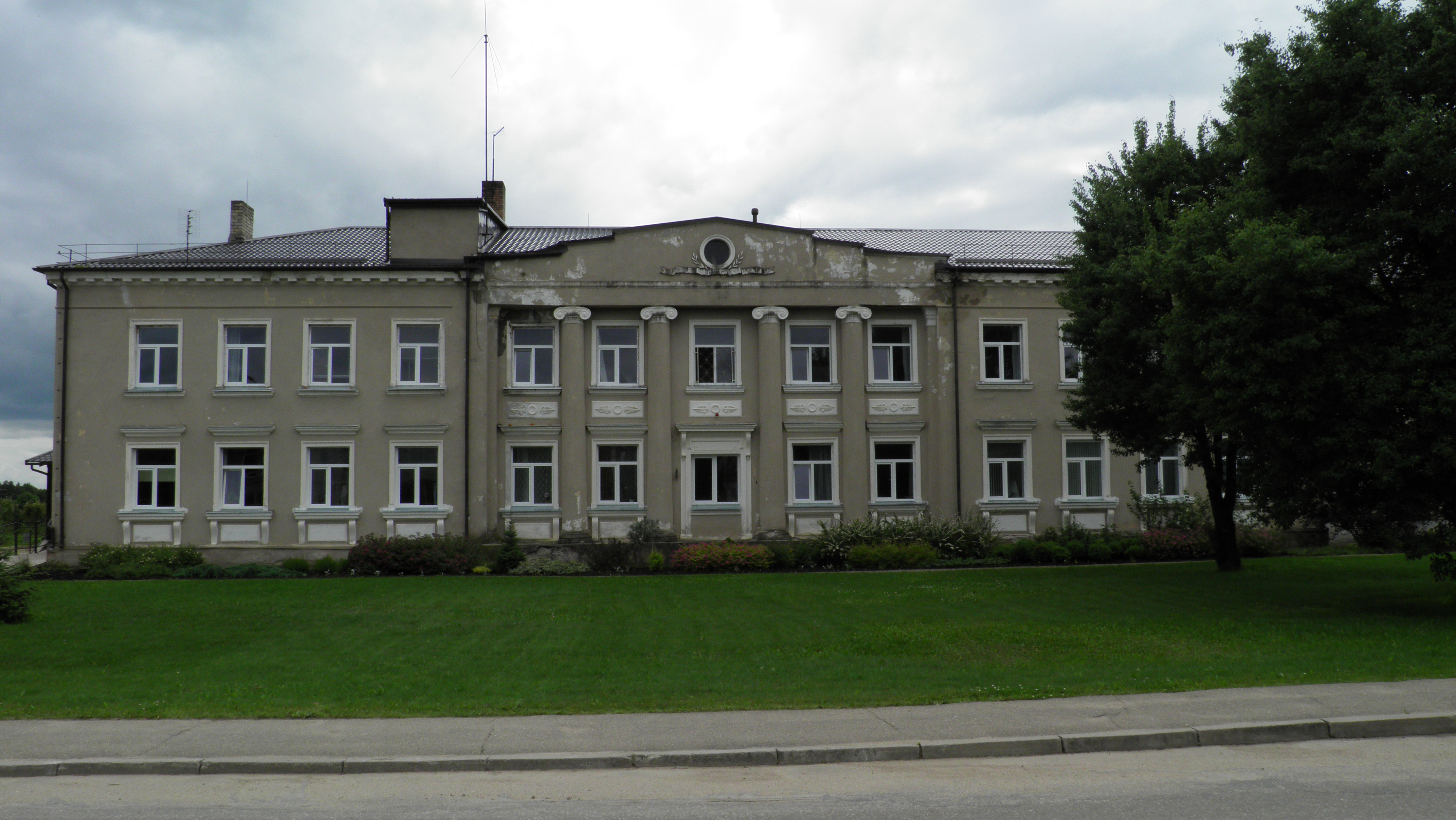
Больница
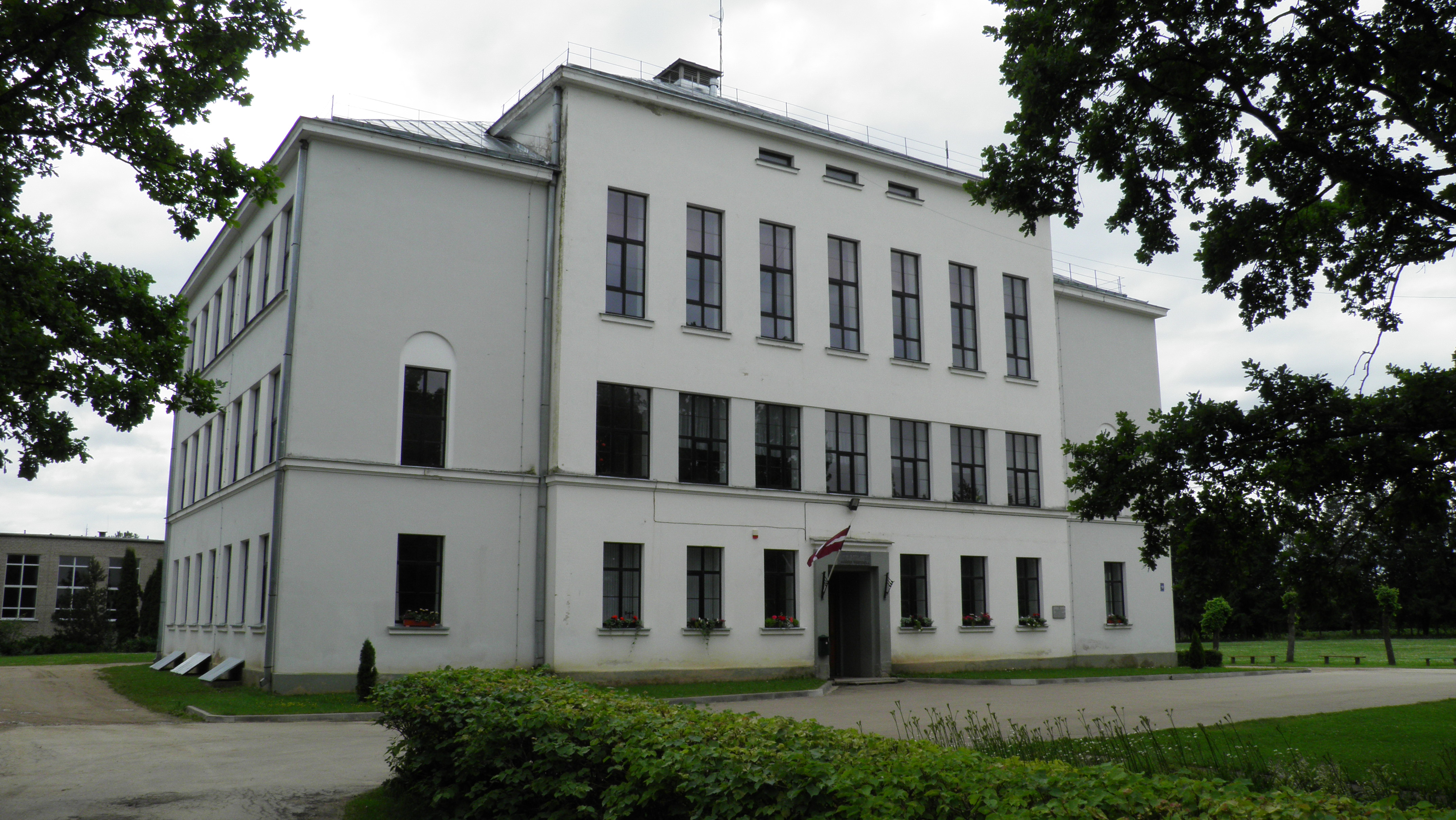
Школа
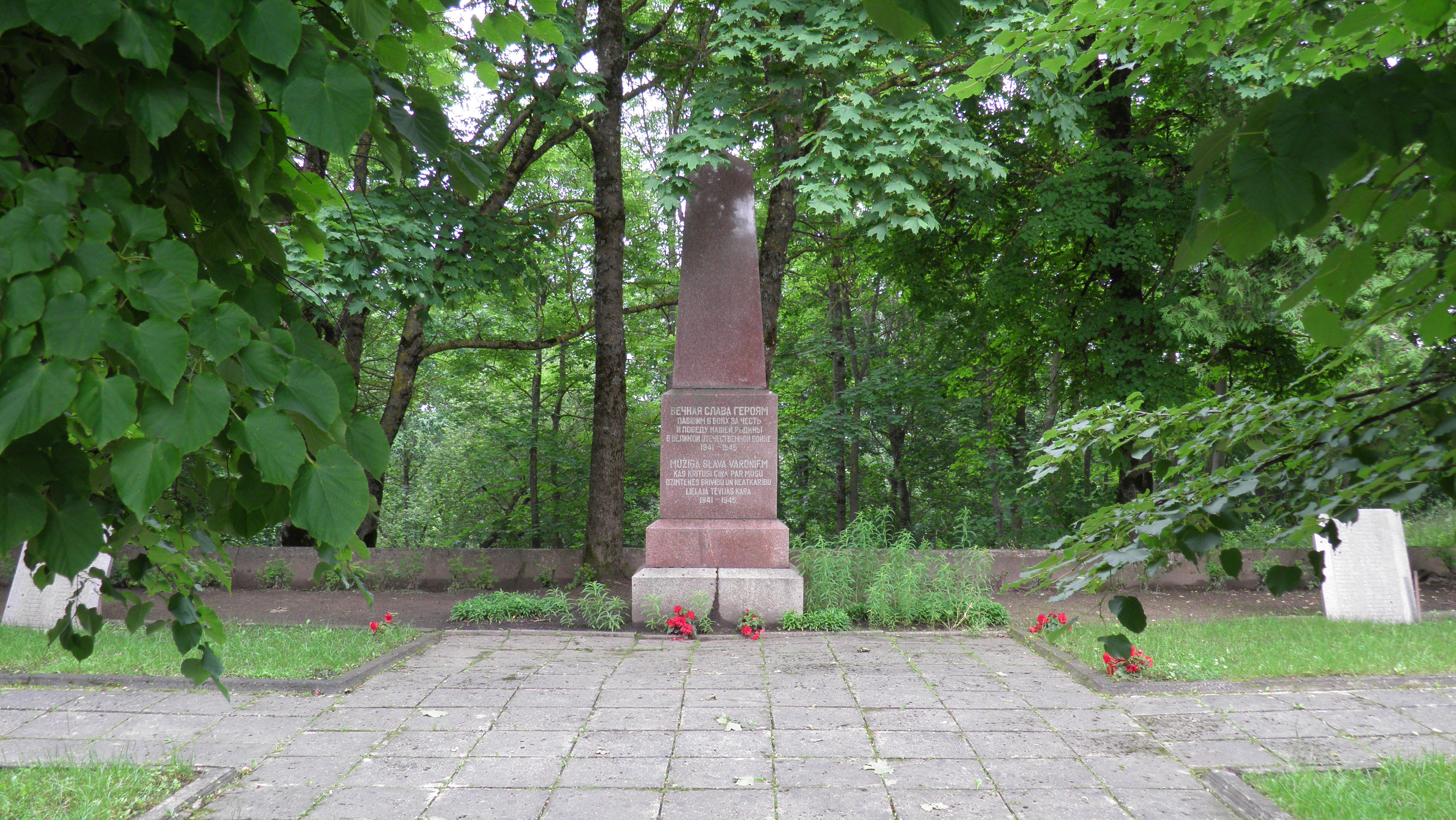
Захоронение советских солдат
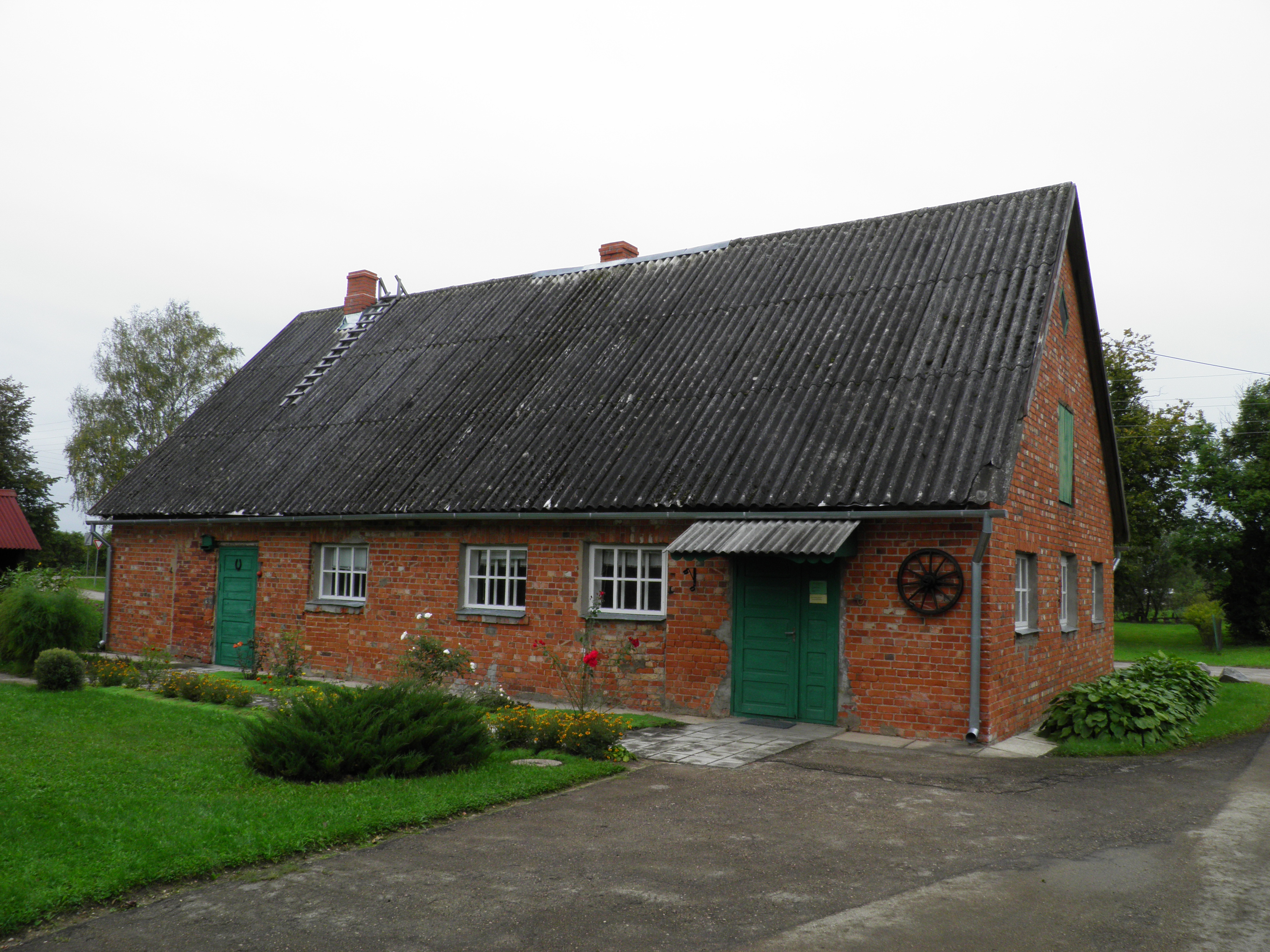
Краеведческий музей
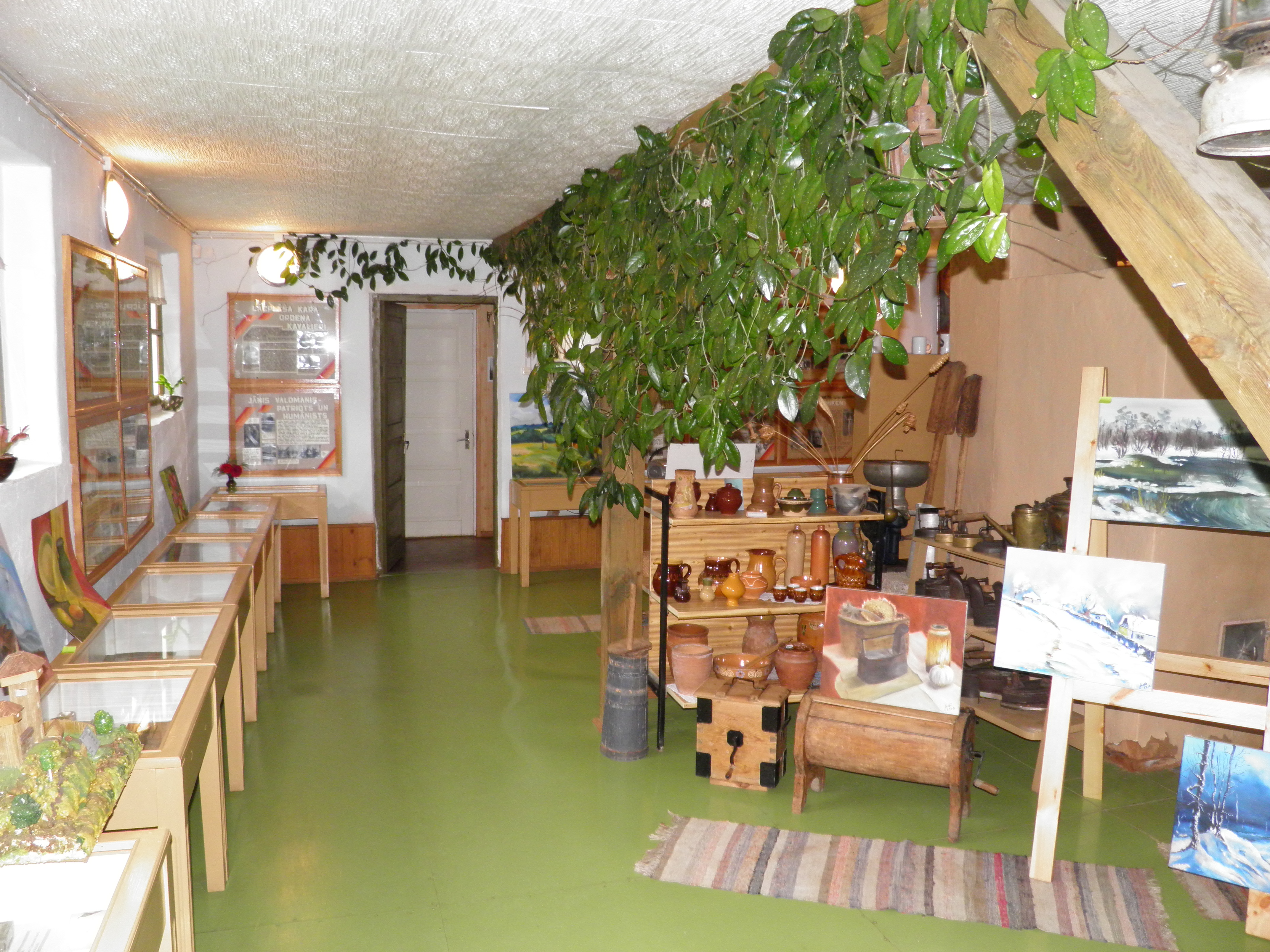
Экспозиция музея
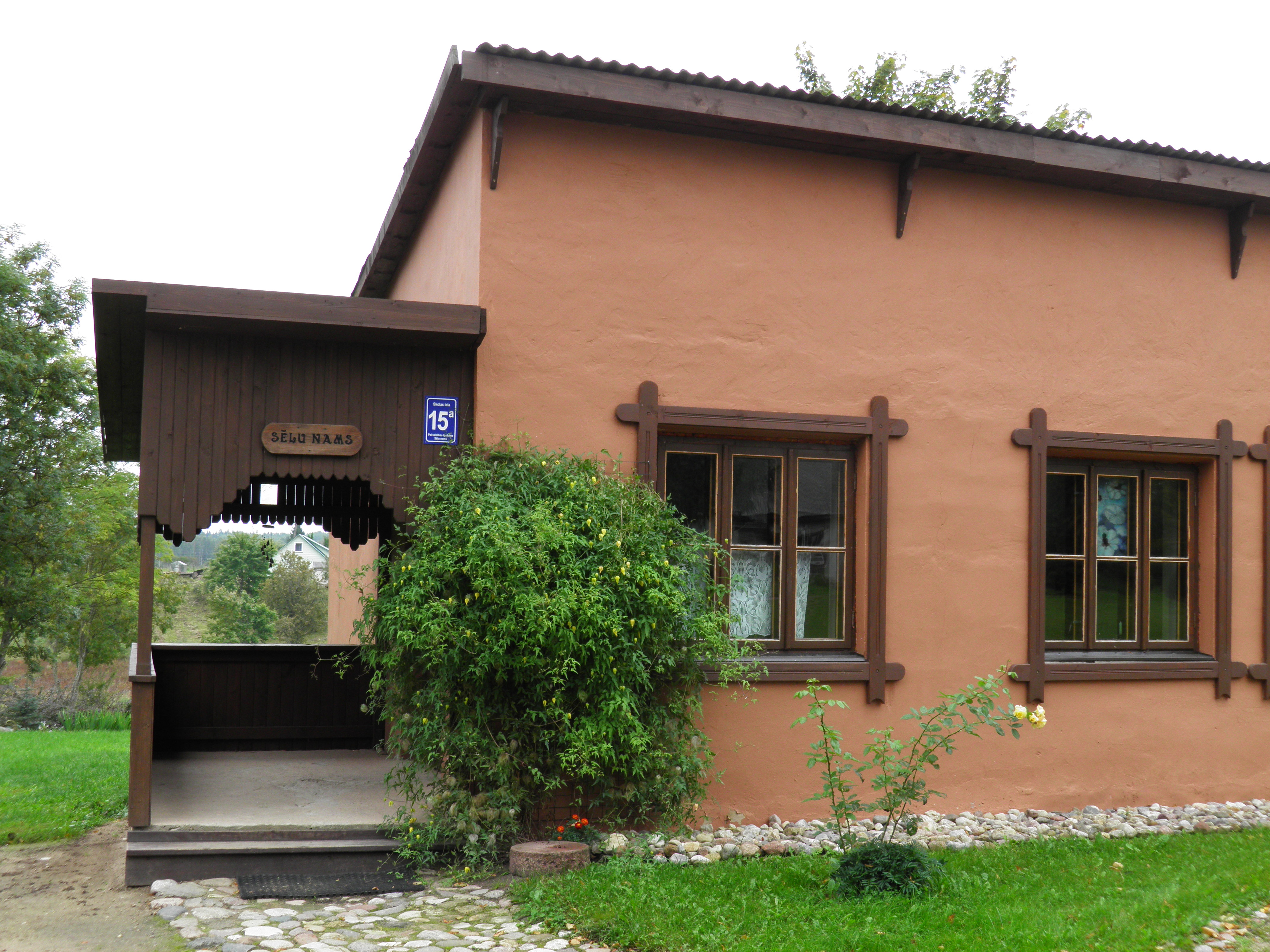
Дом Селов
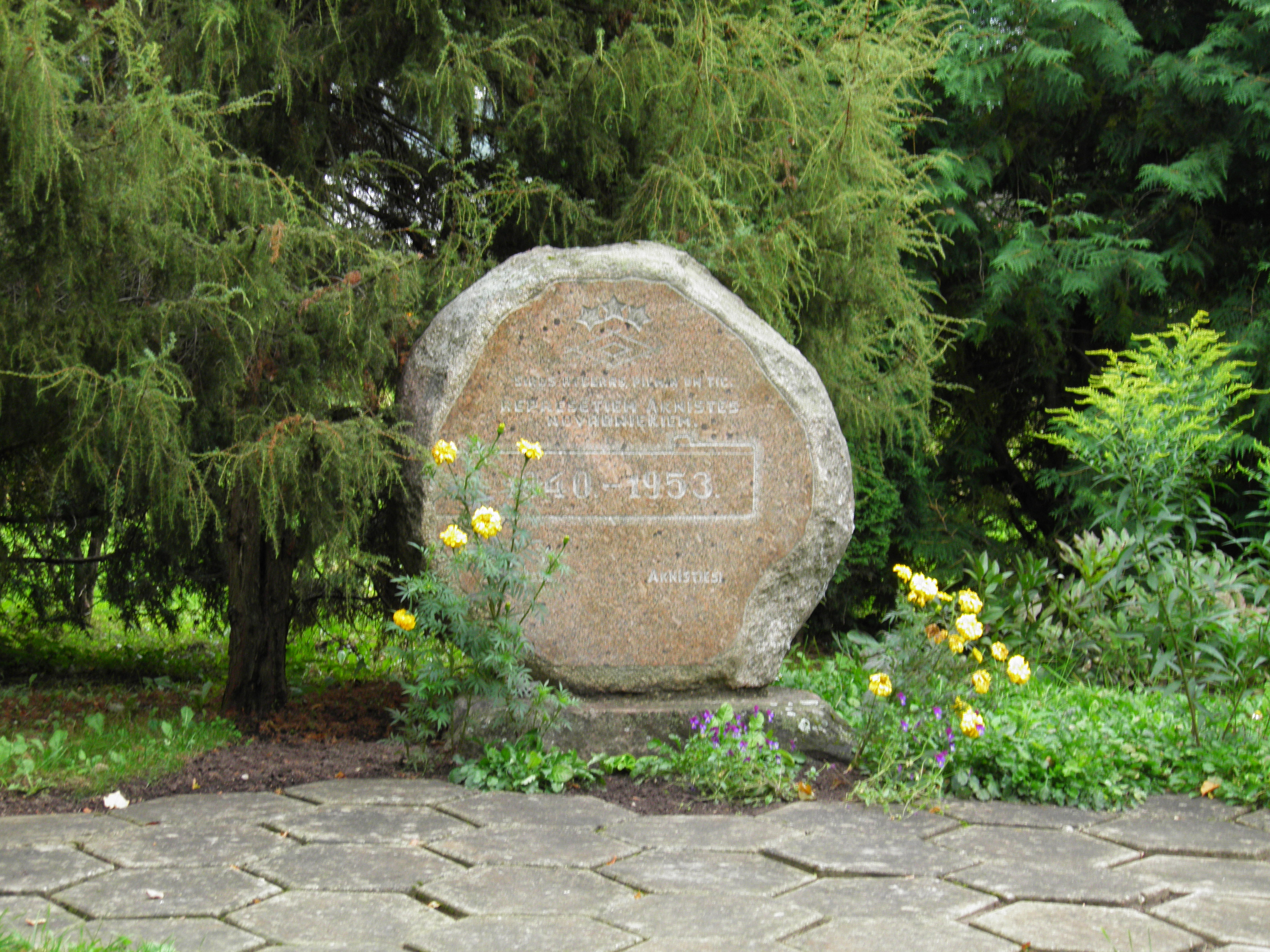
Памятный камень репрессированным
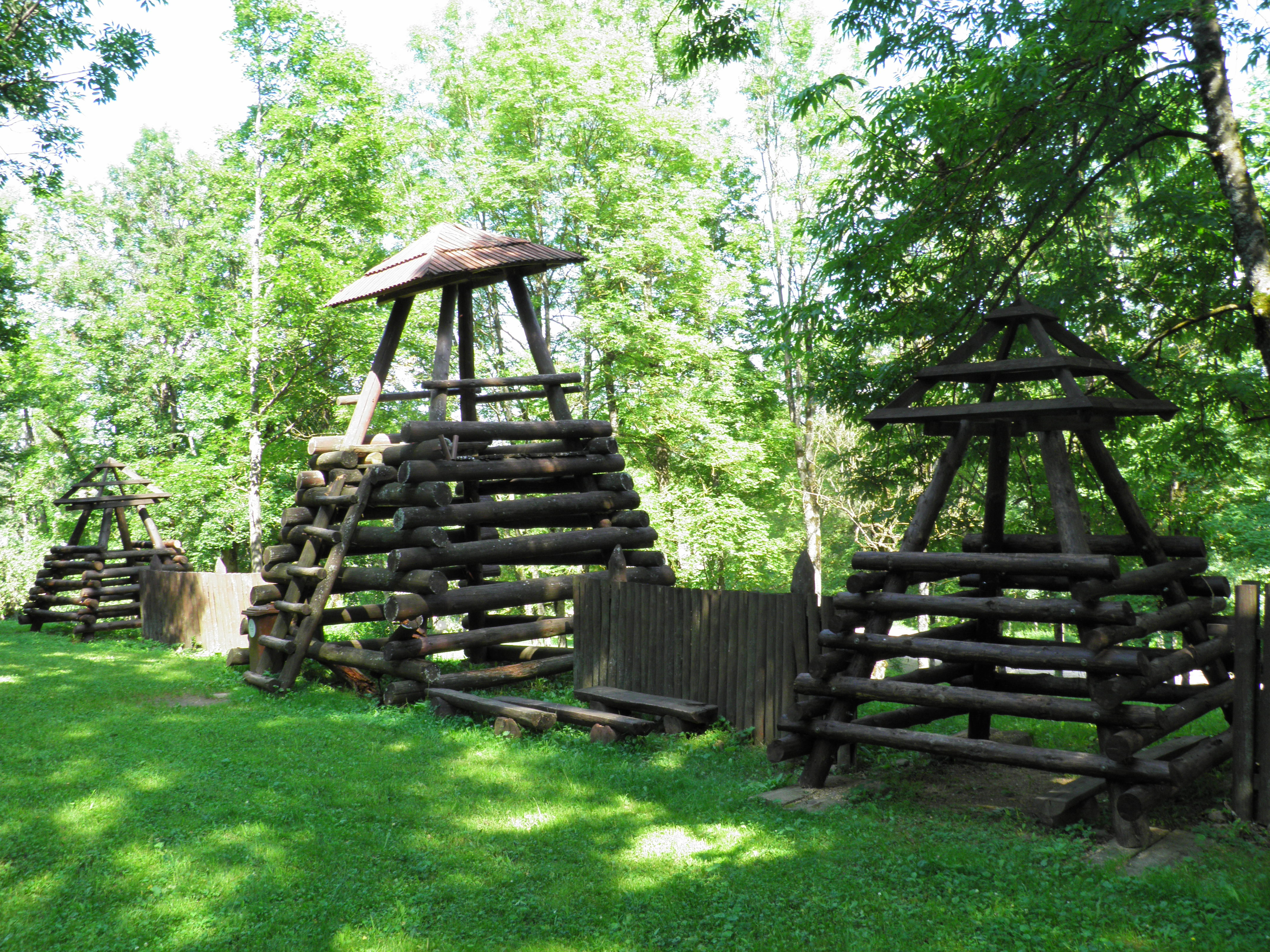
Парк Селов